# 65
| [ Edytuj tabelę ] |                       |
| Cesarz Chin       | - 57 Han Mingdi 75    |
| Władca Korei      | - 53 T’aejodae 146    |
| Król Nabatei      | - 40 Malichus II 70   |
| Papież            | - 33 Piotr Apostoł 67 |
| Król Partów       | - 51 Wologazes I 78   |
| Cesarz Rzymu      | - 54 Neron 68         |

Rok 65 / LXV
stulecia: I wiek p.n.e. ~
I wiek ~
II wiek

lata: 55 «
60 «
61 «
62 «
63 «
64 «
65
» 66
» 67
» 68
» 69
» 70
» 75

## Wydarzenia
- 19 kwietnia – nieudany spisek przeciwko cesarzowi Neronowi pod wodzą Gajusza Kalpurniusza Pizona.

- W poszukiwaniu bursztynu wyruszył nieznany ekwita rzymski, który dotarł na wybrzeże Bałtyku (data sporna lub przybliżona).

## Zmarli
- Poppea Sabina, żona Nerona, zmarła po kopnięciu przez małżonka (była w ciąży)
- 19 kwietnia – Gajusz Kalpurniusz Pizon
- Seneka Młodszy, rzymski filozof, poeta, polityk i wychowawca Nerona; zmuszony do samobójstwa po wykryciu spisku Pizona
- 30 kwietnia – Lukan, rzymski poeta i filozof
- Junniusz Anneusz Gallio, brat Seneki